# Boô-Silhen
Boô-Silhen är en kommun i departementet Hautes-Pyrénées i regionen Occitanien i sydvästra Frankrike. Kommunen ligger i kantonen Argelès-Gazost som tillhör arrondissementet Argelès-Gazost. År 2022 hade Boô-Silhen 319 invånare.

## Befolkningsutveckling
Antalet invånare i kommunen Boô-Silhen
| Referens: INSEE |